# Niptus denserugosus
Niptus denserugosus is een keversoort uit de familie klopkevers (Ptinidae). De wetenschappelijke naam van de soort werd in 1956 gepubliceerd door Haupt.